# Otto Toeplitz
Otto Toeplitz (Breslávia, 1 de agosto de 1881 — Jerusalém, 15 de fevereiro de 1940) foi um matemático alemão.

## Vida e trabalho

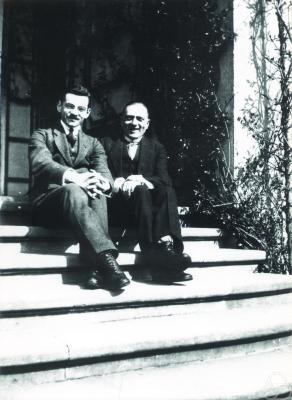
Otto Toeplitz (esquerda) e Alexander Ostrowski

Toeplitz nasceu em uma família judia de matemáticos. Tanto seu pai quanto seu avô eram professores de matemática do ginásio e publicaram artigos em matemática. Toeplitz cresceu em Breslau e formou-se no Ginásio de lá. Ele então estudou matemática na Universidade de Breslau e obteve um doutorado em geometria algébrica em 1905. Em 1906, Toeplitz chegou à Universidade de Göttingen, que era então o principal centro matemático do mundo, e lá permaneceu por sete anos. O corpo docente de matemática incluiu David Hilbert, Felix Klein e Hermann Minkowski. Toeplitz se juntou a um grupo de jovens que trabalhavam com Hilbert: Max Born, Richard Courante, Ernst Hellinger, com quem colaborou muitos anos depois. Naquela época, Toeplitz começou a retrabalhar a teoria dos funcionais lineares e formas quadráticas em espaços n-dimensionais para espaços dimensionais infinitos. Ele escreveu cinco artigos diretamente relacionados à teoria espectral de operadores que Hilbert estava desenvolvendo. Durante esse período, ele também publicou um artigo sobre processos de soma e descobriu as idéias básicas do que agora são chamados de operadores de Toeplitz. Em 1913, Toeplitz tornou-se um professor extraordinário na Universidade de Kiel. Ele foi promovido a professor em 1920.
Em 1911, Toeplitz propôs o problema do quadrado inscrito:
Cada curva de Jordan contém um quadrado inscrito?
Isso foi estabelecido para curvas convexas e curvas suaves, mas a questão permanece aberta em geral (2007).
Junto com Hans Rademacher, ele escreveu um clássico da matemática popular Von Zahlen und Figuren, que foi publicado pela primeira vez em 1930 e mais tarde traduzido para o inglês como Enjoyment of mathematics.
Toeplitz estava profundamente interessado em história da matemática. Em 1929, foi cofundador de "Quellen und Studien zur Geschichte der Mathematik" com Otto Neugebauer e Julius Stenzel. Começando na década de 1920, Toeplitz defendeu um "método genético" no ensino da matemática, que aplicou ao escrever o livro Entwicklung der Infinitesimalrechnung ("The Calculus: A Genetic Approach"). O livro apresenta o assunto dando uma narrativa histórica idealizada para motivar os conceitos, mostrando como eles se desenvolveram a partir de problemas clássicos da matemática grega. Foi deixado inacabado, editado por Gottfried Köthe e publicado postumamente em alemão em 1946 (tradução em inglês: 1963).
Em 1928, Toeplitz conseguiu Eduard Study na Bonn University. Em 1933, a Lei da Função Pública entrou em vigor e os professores de origem judaica foram afastados do ensino. Inicialmente, Toeplitz conseguiu manter seu cargo devido a uma exceção para aqueles que haviam sido nomeados antes de 1914, mas mesmo assim foi demitido em 1935. Em 1939 ele emigrou para o Mandato Britânico da Palestina, onde foi assessor científico do reitor da Universidade Hebraica de Jerusalém. Ele morreu em Jerusalém de tuberculose um ano depois.

## Citações
Aqui está como Gottfried Köthe, que era assistente de Toeplitz em Bonn, descreveu sua colaboração:
Otto gostava de passear e conversar sobre questões científicas. Na verdade, precisava de um pedaço de papel e lápis para anotar tudo. Toeplitz me convenceu de que o grande esboço da pesquisa vem à luz melhor no diálogo. Em seus protocolos de encontros mútuos, às vezes fica marcado que os resultados tal como redigidos foram encontrados em um passeio ao longo do rio Reno... À medida que avançávamos em nosso trabalho conjunto, naturalmente, novas questões surgiram, e nos tornamos mais ousados, nos colocando objetivos mais elevados. 
Em suas próprias palavras:
... Matemática e pensamento matemático não são apenas parte de uma ciência especial, mas também estão intimamente ligados à nossa cultura geral e seu desenvolvimento histórico do pensamento matemático, uma ponte para as chamadas Artes e Ciências e o exato aparentemente tão não histórico as ciências podem ser encontradas... Nosso principal objetivo é ajudar a construir essa ponte. Não pelo bem da história, mas pela gênese de problemas, fatos e provas, por causa dos pontos de viragem decisivos dessa gênese... Ao voltar às raízes dessas concepções, de volta ao pó de tempos passados, o cicatrizes de longo uso desapareceriam e renasceriam para nós como criaturas cheias de vida.

- Toeplitz, 1926

## Livros
- Toeplitz: Die Entwicklung der Infinitesimalrechnung – eine Einleitung in die Infinitesimalrechnung nach der genetischen Methode. "O desenvolvimento do cálculo infinitesimal - uma introdução ao cálculo infinitesimal de acordo com o método genético." 1949, editor do espólio de Gottfried Köthe (também O cálculo - uma abordagem genética, 1963, nova edição por David Bressoud University of Chicago Press 2008).
- Toeplitz, Hellinger: Integralgleichungen und Gleichungen mit unendlich vielen Unbekannten. "Equações integrais e equações com um número infinito de incógnitas". Chelsea 1953 (reimpressão do artigo da Enciclopédia de Ciências Matemáticas de 1927, Hellinger, Toeplitz: Integralgleichungen und Gleichungen mit unendlichvielen Unbekannten. Online).
- Toeplitz: Zur Theorie der quadratischen und bilinearen Formen von unendlichvielen Variablen. "Sobre a teoria das formas quadráticas e bilineares de infinitas variáveis". Parte 1, Mathematical Annals 1911, (matrizes de Toeplitz)
- Hellinger, Toeplitz: Grundlagen für eine Theorie unendlicher Matrizen. Mathematische Annalen 1910, "Fundamentos para uma teoria de matrizes infinitas. Anais Matemáticos 1910" um ensaio mais curto do Nachr.Gött.Akad.Wiss. de 1906, pp. 351–356, está em digizeitschriften.de.
- Toeplitz: Zur Theorie der quadratischen Formen von unendlich vielen Veränderlichen. Nachr.Gött.Akad.Wiss. 1910, "Sobre a teoria das formas quadráticas de infinitas variáveis. Nachr.Gött.Akad.Wiss. 1910"
- Toeplitz: Über das Problem der Universitätsvorlesung der Infinitesimalrechnung... Jahresbericht DMV 1927. "Sobre o problema da aula universitária sobre cálculo infinitesimal... Relatório anual DMV 1927."